# Natação no Campeonato Europeu de Esportes Aquáticos de 2012 - 1500 m livre feminino
A prova dos 1500 metros livre feminino da natação no Campeonato Europeu de Esportes Aquáticos de 2012 ocorreu entre os dias 25 e 26 de maio em Debrecen na Hungria. 

## Calendário
| Fase          | Data       | Hora  |
| ------------- | ---------- | ----- |
| Eliminatórias | 25 de maio | 11:00 |
| Final         | 26 de maio | 17:02 |

Todos os horários estão no horário local (UTC+1)

## Recordes
Antes desta competição, os recordes eram os seguintes:
| Recorde mundial       | Kate Ziegler     | 15:42.54 | Mission Viejo | 17 de junho de 2007 |
| Recorde europeu       | Alessia Filippi  | 15:42.54 | Roma          | 28 de julho de 2009 |
| Recorde do campeonato | Flavia Rigamonti | 15:58.54 | Eindhoven     | 23 de março de 2008 |

## Medalhistas
| Ouro                         | Prata             | Bronze                        |
| Mireia Belmonte García (ESP) | Éva Risztov (HUN) | Erika Villaécija García (ESP) |

## Resultados

### Eliminatórias
Esses foram os resultados das eliminatórias. 
| Pos. | Bateria | Raia | Nadadora                | Nacionalidade | Tempo    | Notas |
| ---- | ------- | ---- | ----------------------- | ------------- | -------- | ----- |
| 1    | 2       | 7    | Mireia Belmonte García  | Espanha       | 16:21.60 | Q     |
| 2    | 2       | 4    | Erika Villaécija García | Espanha       | 16:32.69 | Q     |
| 3    | 1       | 4    | Éva Risztov             | Hungria       | 16:33.56 | Q     |
| 4    | 2       | 5    | Camelia Potec           | Roménia       | 16:35.46 | Q     |
| 5    | 1       | 3    | Julia Hassler           | Liechtenstein | 16:37.75 | Q     |
| 6    | 1       | 5    | Marianna Lymperta       | Grécia        | 16:47.02 | Q     |
| 7    | 1       | 6    | Donata Kilijanska       | Polónia       | 16:55.08 | Q     |
| 8    | 2       | 2    | Theodora Giareni        | Grécia        | 17:06.85 | Q     |
| 9    | 2       | 6    | Nina Dittrich           | Áustria       | 17:08.49 |       |
| 10   | 1       | 7    | Iryna Glavnyk           | Ucrânia       | 17:16.21 |       |
| 11   | 1       | 2    | Nuala Murphy            | Irlanda       | DNS      |       |
| 11   | 2       | 3    | Martina Grimaldi        | Itália        | DNS      |       |

### Final
Esse foi o resultado da final. 
| Pos.              | Raia | Nadadora                | Nacionalidade | Tempo    | Notas            |
| ----------------- | ---- | ----------------------- | ------------- | -------- | ---------------- |
| Medalha de ouro   | 4    | Mireia Belmonte García  | Espanha       | 16:05.34 |                  |
| Medalha de prata  | 3    | Éva Risztov             | Hungria       | 16:10.04 | Recorde nacional |
| Medalha de bronze | 5    | Erika Villaécija García | Espanha       | 16:15.85 |                  |
| 4                 | 6    | Camelia Potec           | Roménia       | 16:17.88 |                  |
| 5                 | 2    | Julia Hassler           | Liechtenstein | 16:31.66 | Recorde nacional |
| 6                 | 7    | Marianna Lymperta       | Grécia        | 16:36.97 |                  |
| 7                 | 8    | Theodora Giareni        | Grécia        | 17:01.57 |                  |
| 8                 | 1    | Donata Kilijanska       | Polónia       | 17:08.61 |                  |

Legenda
| Recorde mundial       | Recorde mundial (World record)               |                       | Recorde africano                      | Recorde africano (African) |                                           | Q | Classificado por posição (Qualified) |
| Recorde do campeonato | Recorde do campeonato (Championship record)  | Recorde da América    | Recorde da América (Americas)         | q                          | Classificado por melhor tempo (Qualified) |   |                                      |
| Melhor marca do ano   | Melhor marca do ano (World leading)          | Recorde asiático      | Recorde asiático (Asian)              | DNS                        | Não largou (Did not start)                |   |                                      |
| Recorde nacional      | Recorde nacional (National record)           | Recorde europeu       | Recorde europeu (European)            | DNF                        | Não terminou (Did not finish)             |   |                                      |
| Recorde pessoal       | Recorde pessoal do atleta (Personal best)    | Recorde da Oceania    | Recorde da Oceania (Oceania)          | DSQ / DQ                   | Desclassificado (Disqualified)            |   |                                      |
| Recorde da temporada  | Recorde da temporada do atleta (Season best) | Recorde sul-americano | Recorde sul-americano (South America) | NM                         | Sem marca (No mark)                       |   |                                      |